# Beatles for Sale
Beatles for Sale – czwarty album studyjny zespołu The Beatles, wydany w 1964 roku i wyprodukowany przez George’a Martina. Album zawiera m.in. utwory: „Every Little Thing”, „Eight Days a Week” (piosenka zajmowała 1. miejsce listy przebojów Billboardu) czy też  „What You're Doing”. Na albumie znalazło się kilka coverów.

## Lista utworów
| Strona pierwsza | Strona pierwsza                                                                      | Strona pierwsza |
| Nr              | Tytuł utworu                                                                         | Długość         |
| --------------- | ------------------------------------------------------------------------------------ | --------------- |
| 1.              | „No Reply” (Lennon-McCartney, wokal – John Lennon)                                   | 2:15            |
| 2.              | „I'm a Loser” (John Lennon-Paul McCartney, wokal – John Lennon)                      | 2:30            |
| 3.              | „Baby's in Black” (John Lennon-Paul McCartney, wokal – John Lennon i Paul McCartney) | 2:05            |
| 4.              | „Rock and Roll Music” (Berry, wokal – John Lennon)                                   | 2:30            |
| 5.              | „I'll Follow the Sun” (John Lennon-Paul McCartney, wokal – Paul McCartney)           | 1:49            |
| 6.              | „Mr. Moonlight” (Johnson, wokal – John Lennon)                                       | 2:38            |
| 7.              | „Kansas City/Hey-Hey-Hey-Hey!” (Leiber-Stoller/Penniman, wokal – Paul McCartney)     | 2:38            |
|                 |                                                                                      | 16:25           |

| Strona druga | Strona druga                                                                                         | Strona druga |
| Nr           | Tytuł utworu                                                                                         | Długość      |
| ------------ | --- | ------------ |
| 1.           | „Eight Days a Week” (John Lennon-Paul McCartney, wokal – John Lennon i Paul McCartney)               | 2:44         |
| 2.           | „Words of Love” (Holly, wokal – John Lennon i Paul McCartney)                                        | 2:04         |
| 3.           | „Honey Don't” (Perkins, wokal – Ringo Starr)                                                         | 2:58         |
| 4.           | „Every Little Thing” (John Lennon-Paul McCartney, wokal – John Lennon i Paul McCartney)              | 2:04         |
| 5.           | „I Don't Want to Spoil the Party” (John Lennon-Paul McCartney, wokal – John Lennon i Paul McCartney) | 2:35         |
| 6.           | „What You're Doing” (John Lennon-Paul McCartney, wokal – Paul McCartney)                             | 2:30         |
| 7.           | „Everybody's Trying to Be My Baby” (Perkins, wokal – George Harrison)                                | 2:26         |
|              | | 17:21        |